# Mikhaïl Dolivo-Dobrovolski
Pour les articles homonymes, voir Dobrovolski.
Mikhaïl Ossipovitch Dolivo-Dobrovolsky (en russe : Михаил Осипович Доливо-Добровольский, en allemand : Michail Doliwo-Dobrowolski, en polonais : Michał Doliwo-Dobrowolski ; né le 21 décembre 1861 à Gatchina, près de Saint-Pétersbourg, mort le à 15 novembre 1919 à Heidelberg) est un spécialiste d'origine russe du génie électrique. Il est l'inventeur d'un générateur de  courants triphasés qui prendra le pas sur les générateurs de courants alternatifs biphasés et de courant continu.

## Biographie
De 1872 à 1878, il vit avec ses parents à Odessa. En 1878, il intègre l’École technique de Riga (Livonie). Il semble qu'il ait appartenu à des mouvements étudiants d'opposition au régime tsariste, puisqu'à l'assassinat du tsar Alexandre II (1881), il est expulsé de son école et condamné à l'exil.
Avec ses parents il s'installe à Darmstadt et poursuit ses études à l'Université technique de Darmstadt d'où il sort non diplômé en 1884. Il travaille alors comme assistant du professeur Erasmus Kittler. 
En 1887 il démissionne et se rend à Odessa où il épouse Cornelia Tumba (de nationalité grecque). Le 23 mai 1891 naît son fils Dimitri. 
De retour en Allemagne, il est recruté à Berlin par la Deutsche Edison Gesellschaft qui, la même année, devient AEG.
De 1903 à 1909, il réside en Suisse (étant malade du cœur depuis l'enfance, peut-être est-ce pour raison médicale).
Tout en conservant sa nationalité russe, il obtient la nationalité suisse en 1905.
En 1907, il épouse en secondes noces Jadwiga Polaczkówna.
En 1908, il est nommé directeur de l'usine AEG de Berlin. 
En 1909 il se consacre à ses recherches à l'université technique de Darmstadt et parallèlement est nommé directeur technique de l'AEG.
Il décède le 15 novembre 1919, à la clinique universitaire d'Heidelberg, des suites de ses problèmes cardiaques et est enterré au cimetière de Darmstadt avec sa seconde épouse.
Il est le cousin germain du général-baron von Bilderling et le frère de Boris Dolivo-Dobrovolski.

## Inventions
Entre 1888 et 1891, il met au point sa principale invention : un générateur de courant triphasé, destiné à la cimenterie de Lauffen am Neckar. 
Durant toute sa carrière il déposera une soixantaine de brevets.

## Reconnaissances
En 1900, les autorités russes lui proposent la direction de l'Institut polytechnique de Saint-Pétersbourg. Mais l'affaire ne se fait pas et, bien qu'il ait conservé sa nationalité russe, à partir de 1903, il cesse pratiquement tout contact avec son pays d'origine.
En 2012, post mortem, il est fait membre honoraire de l'université technique de Riga.